# Дзвіниця костелу Святого Апостола Варфоломея (Дрогобич)

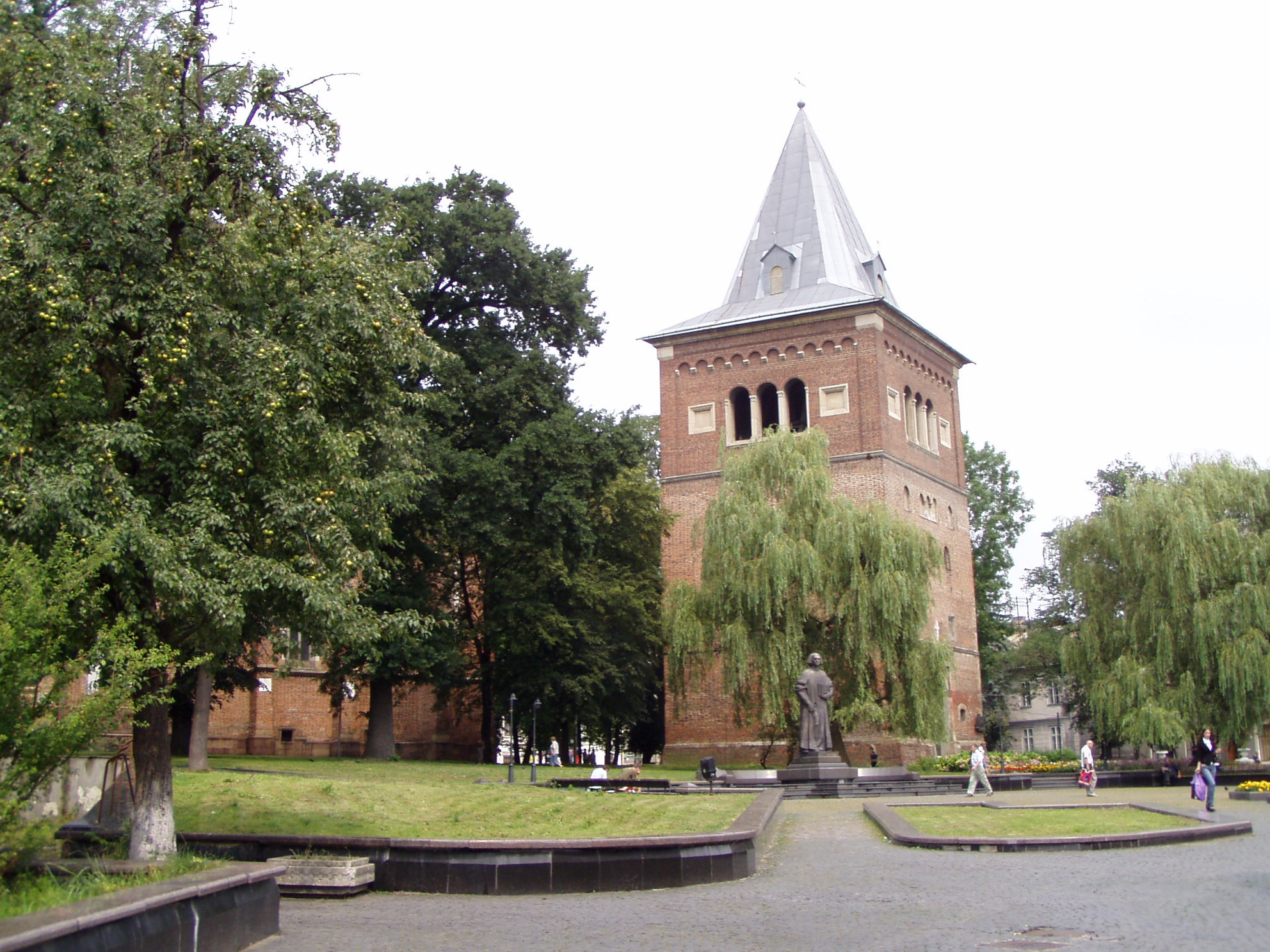
Вежа-дзвіниця, Дрогобич

Дзвіниця Костел Святого Апостола Вартоломея — первісно оборонна вежа  XVI століття з в'їзною брамою, прилаштована під дзвіницю Вартоломеївського костелу (з XVIII століття) в місті Дрогобич, пам'ятка архітектури національного значення. Одна з найстаріших споруд міста.

## Опис

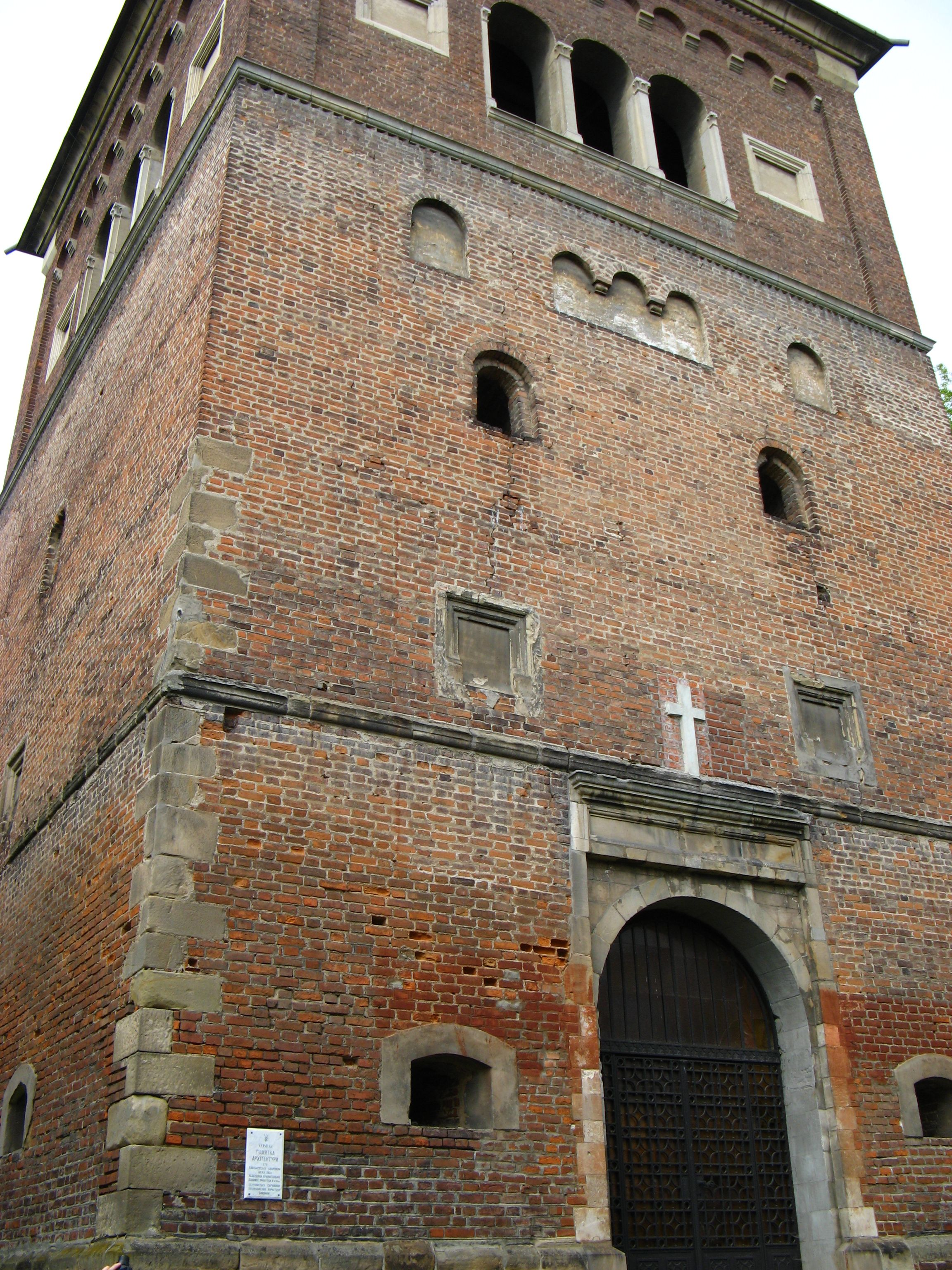
Нижні яруси будівлі

Вежа-дзвіниця являє собою споруду, розміщену на південний схід від костела, навскіс до його осі, повернуту фронтом до наріжжя площі Ринок. Мурована з цегли, з вкрапленням каменю, у плані квадратна (13 на 13 м, товщина стін першого ярусу - до 2 м.), на невисокому похилому цоколі. Завершення - висока шатрова покрівля. У першому ярусі облаштовано наскрізний арковий проїзд. Потужні стіни зрідка прорізані бійницями.Третій ярус, надбудований наприкінці XIX ст., оформлений потрійними арковими вікнами та фільонками, увінчаний аркатурним фризом.
Перший ярус має склепіння. На облицьованому цоколі, увінчаному карнизом, проглядається фриз з гербовими щитами з рослинними мотивами. Із заходу наверх ведуть сходи, вмуровані в стіни. На стінах розписи, виконані Т. Рибковським (1914): Страшного суду, Зцілення паралітика. На склепінні сцена Воскресіння в оточенні картушів. На дзвіниці чотири дзвони: "Св. Бартоломей" (1739), три інших (1926).
Тепер (2013 р.) вежа-дзвіниця належить римсько-католицькій громаді Дрогобича. У період незалежності встановили охоронну таблицю з датою XII ст.

## Історія

Пам'ятна дошка на стіні дзвіниці костелу Святого Апостола Варфоломія в Дрогобичі, присвячена взяттю міста козацькими загонами під проводом Богдана Хмельницького в 1648 році

Дрогобицький парафіяльний костел закладено 1392 р., а освячено 1511 р. як католицький храм Святого Апостола Вартоломея, Св. Хреста і Вознесіння Божої Матері. У середині XVI ст. прийнято ряд ухвал щодо зміцнення міської фортифікації. В цей час костельну площу зміцнюють валами, ровами, вежами. 1551 р. місто уклало угоду про побудову брамної вежі, яка розміщувалась між костелом та кутом ринкової площі. За книгою міської ради середини XVI ст. споруда була саме вежею з в'їзною брамою. До XVIII ст. джерела вказують на використання вежі з однією функціональною метою: оборонною.
З XVIII ст. вежу почали використовувати і з сакральною метою. У першій третині XIX ст. давні оборонні споруди були ліквідовані, а вежу почали використовувати вже тільки як дзвіницю. 
У 1882 р. Едмунд Леон Солецький зініціював надбудову третього ярусу, що було продиктовано бажанням досягти завершеності споруди. У 1914 р. Тадеуш Рибковський виконав фрески в приміщені вежі. Як дзвіниця споруда використовувалася до закриття костелу тоталітарним режимом.
20 вересня 2018 року, у вежі-дзвіниці костелу Святого Апостола Вартоломея відкрито постійно діючу виставку ікон Пресвятої Богородиці.
Участь у відкритті взяв Архієпископ Мечеслав Мокшицький Митрополит Львівський, представники духовенства Української Греко-Католицької та Української Автокефальної Православної Церков. Також участь у заході взяли міський голова Дрогобича Тарас Кучма та Генеральний Консул Республіки Польща у Львові Рафал Вольський.
Виставку ікон відкрито завдяки зусиллям отеця Мирослава Леха, настоятеля костелу Святого Апостола Вартоломея у Дрогобичі та Адама Хлопек, голови польського товариства у місті Дрогобичі. Було проведено ремонтні роботи у вежі-дзвіниці та презентовано виставку ікон Матері Божої.

## Фотографії

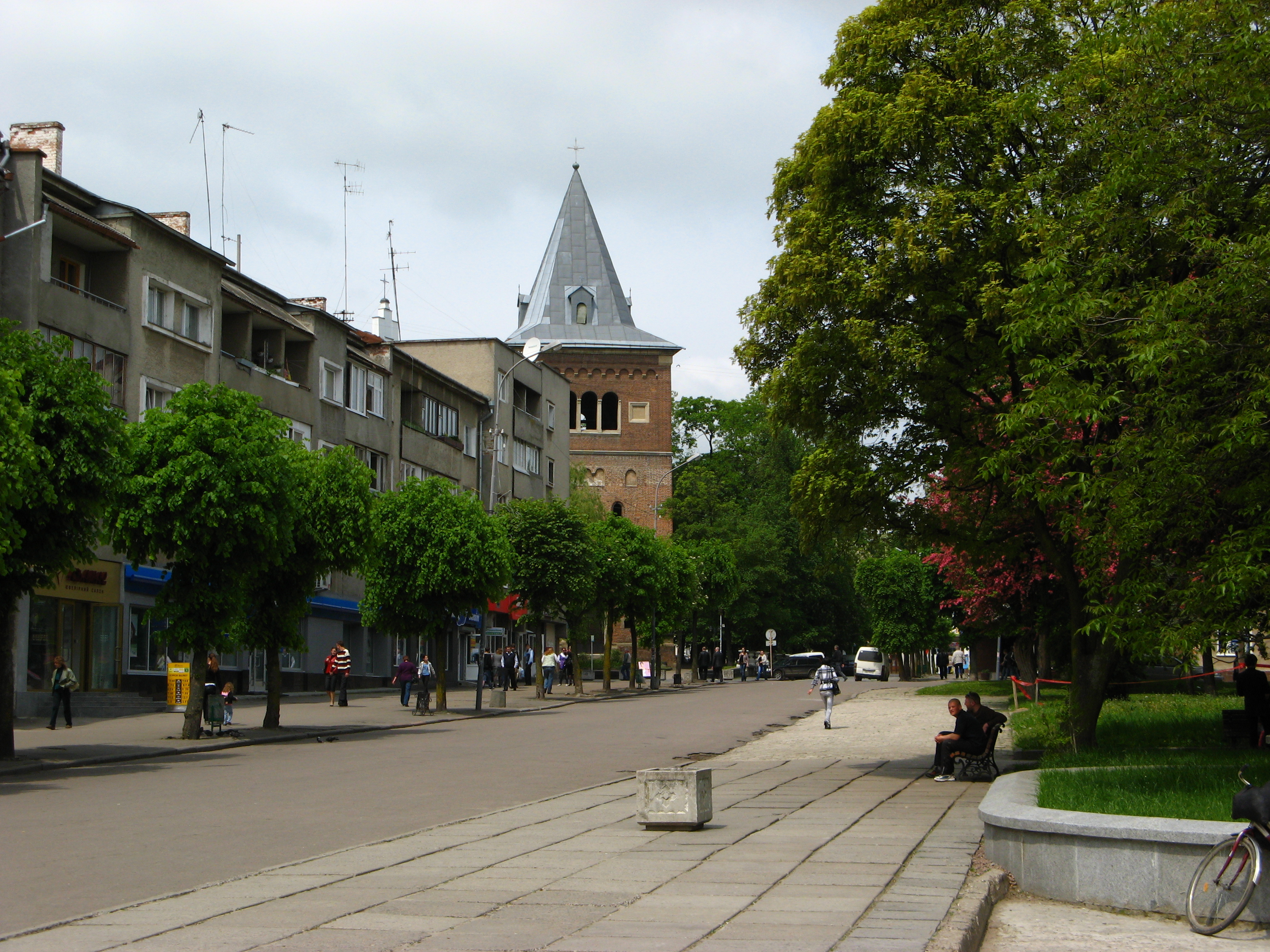
Вид на дзвіницю з площі Ринок
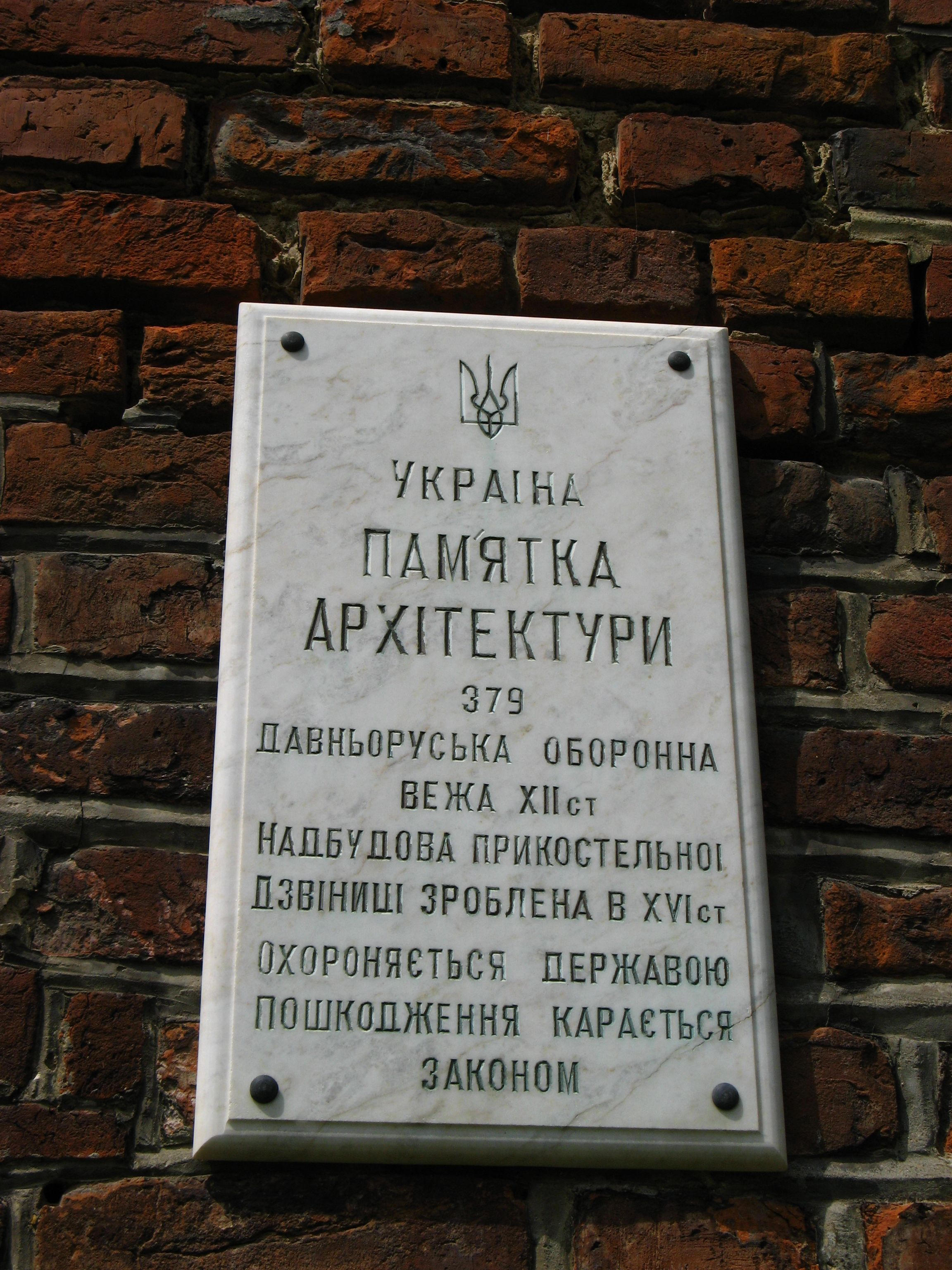
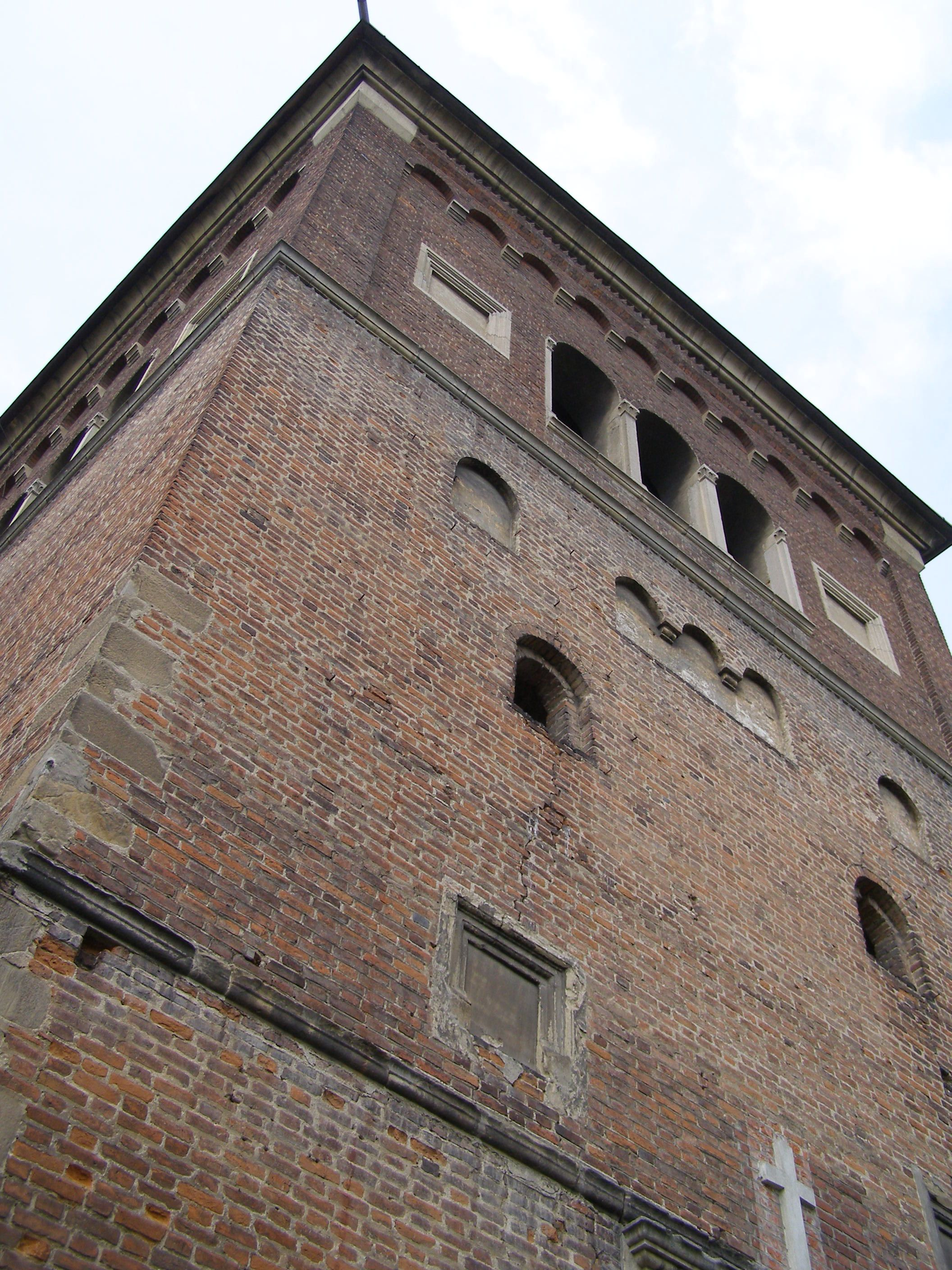
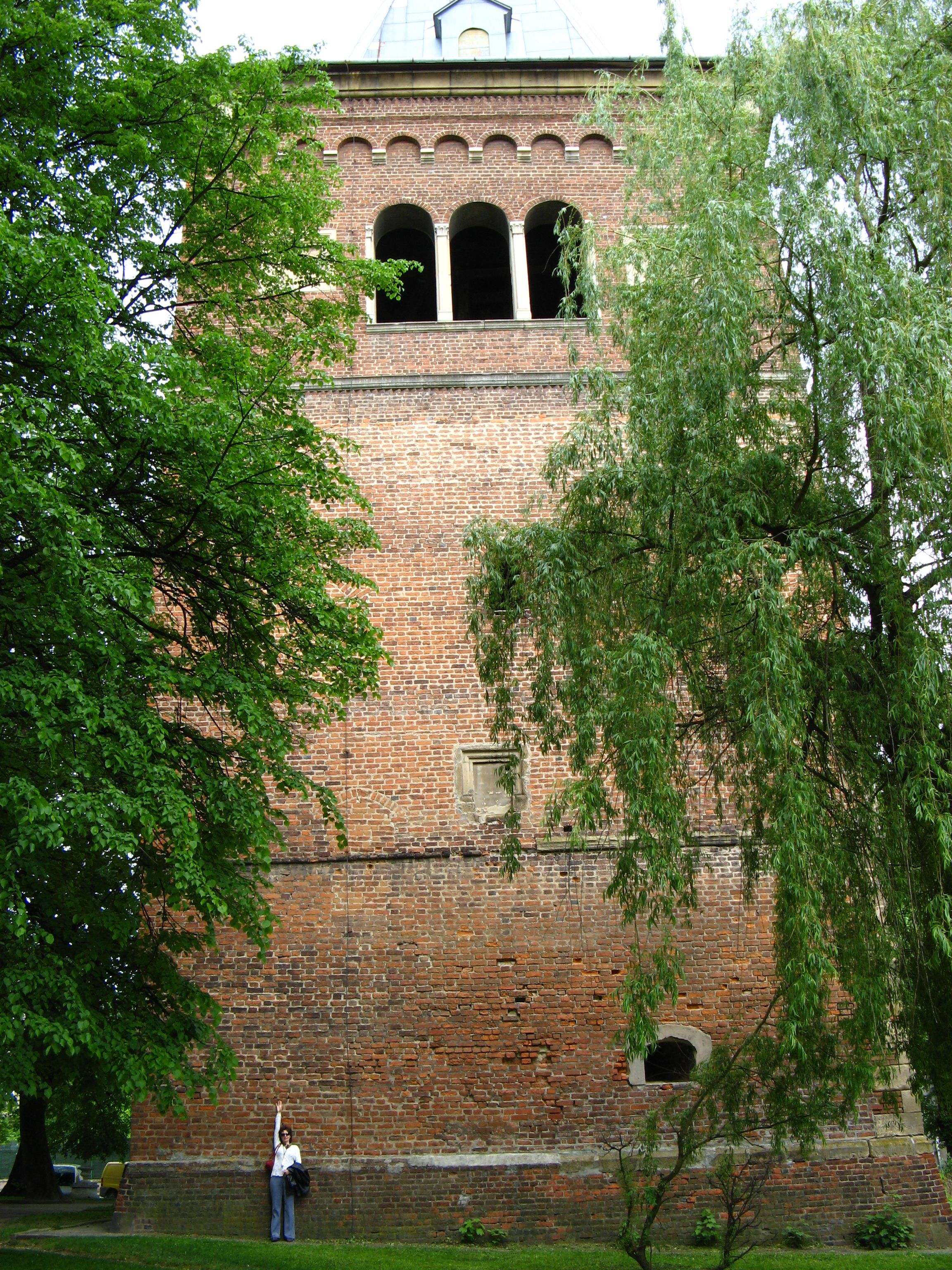